# DASA
La DASA (initialement acronyme de Deutsche Aerospace Aktiengesellschaft) est la société qui succéda au groupe aéronautique allemand Messerschmitt devenu MBB. 
DASA participe au sein de Eurofighter GmbH à la conception de l'Eurofighter Typhoon.
En 1995, elle est reprise par le groupe Daimler-Benz qui avait précédemment acquis Dornier et par MTU München en 1985. En 2000, la société fusionne avec Aerospatiale-Matra et CASA qui mena à la création de EADS et finalement de Airbus.

## Noms successifs
- Deutsche Aerospace AG, de mai 1989 à décembre 1994

puis :
- Daimler-Benz Aerospace AG, du 1er janvier 1995 à novembre 1998

et enfin :
- Daimler Chrysler Aerospace AG jusqu'à la naissance d'EADS le 10 juillet 2000.